# Vladimír Veit
Vladimír Veit (* 13. února 1948 Benešov) je český písničkář, zakládající člen sdružení Šafrán. V roce 1981 odešel do exilu, vrátil se v roce 1990.
Vystupovat začal v roce 1967 společně s Jaroslavem Hutkou. Už o rok později se však každý vydává vlastní cestou, i když společné písničky nikdy dělat nepřestali. V letech 2007–2011 jich napsali skoro stovku, a je již zavedeným pravidlem, že Vladimír Veit píše hudbu k textům Jaroslava Hutky, Zorky Růžové aj. Přesto Veit vidí těžiště své tvorby především ve vlastních textech a písních. Ze třinácti vydaných CD je autorských sedm. Kromě spolupráce s Hutkou zhudebňuje a vydává české i zahraniční básníky. 
Veitova LP a později CD vydalo nakladatelství Šafrán ve Švédsku, Alfa ve Vídni a po roce 1989 Panton, Bonton, Indies Records a Galén. Kromě těchto oficiálních vydání si vydává CD sám ve vlastní režii.
V červnu 2016 vyšla jeho autobiografická vzpomínková kniha Ještě to neskončilo.
V současnosti pracuje na albu s pracovním názvem Lístek do památníku.

## Diskografie
- Texty, 1982
- Quo vadis, 1984
- Ve lví stopě, 1985
- Šla Nanynka do zelí, 1985
- François Villon: Básně. Hraje a zpívá Vladimír Veit, 1986
- Ještě to neskončilo, 2000
- Kde domov můj, 2001
- Slova, 2002
- Jménem poesie, 2003
- Variace na renesanční téma. Vladimír Veit hraje a zpívá básně Václava Hraběte, 2004
- Křišťálové studánky, 2004
- Štěstí, 2007
- Písničkář, 2011, Galén, vyšlo 30. srpna 2011 [1]
- Rosa coeli, 2013, Galén G13044-2, vyšlo 4. července 2013 [2]
- A kdybych už měl umřít…, 2016, Galén
- Až se mé roky sesypou, 2019, Galén
- Milenci ve sněhu, 2023, Galén

## Ocenění
Ministr obrany udělil Vladimíru Veitovi Osvědčení účastníka protikomunistického odboje.